# Bozhidar Iskrenov
Bozhidar Georgiev Iskrenov (Sofía, Bulgaria, 1 de agosto de 1962) es un ex-futbolista búlgaro, se desempeñaba como mediapunta y se retiró en 1997.

## Clubes
| Club                | País           | Año         | Partidos | Goles |
| Levski Sofia        | Bulgaria       | 1979 - 1988 | 199      | 40    |
| Real Zaragoza       | España         | 1989        | 10       | 1     |
| Levski Sofia        | Bulgaria       | 1989        | 9        | 1     |
| FC Lausanne Sports  | Suiza          | 1990 - 1991 | 41       | 7     |
| PFC Botev Plovdiv   | Bulgaria       | 1991 - 1992 | 36       | 4     |
| CSKA Sofía          | Bulgaria       | 1993        | 22       | 7     |
| PFC Shumen          | Bulgaria       | 1994        | 17       | 4     |
| Septemvri Sofía     | Bulgaria       | 1995        | 10       | 2     |
| Washington Warthogs | Estados Unidos | 1995 - 1997 | 68       | 19    |